# Ribbsötväppling
Ribbsötväppling (Melilotus sulcatus) är en ärtväxtart som beskrevs av René Louiche Desfontaines. Enligt Catalogue of Life ingår Ribbsötväppling i släktet sötväpplingar och familjen ärtväxter, men enligt Dyntaxa är tillhörigheten istället släktet sötväpplingar och familjen ärtväxter. Arten förekommer tillfälligt i Sverige, men reproducerar sig inte. Inga underarter finns listade i Catalogue of Life.
Kronbladen är gula.